# Vittorio Chiesura
Vittorio Chiesura (Mestre, 17 aprile 1941) è un politico italiano.

## Biografia
Fin dai 19 anni lavora come operaio alla Sice di Marghera, dove è sindacalmente impegnato nella CGIL.
Membro del Partito Comunista Italiano, è eletto al Senato della Repubblica nelle file del PCI nel 1987. In seguito alla svolta della Bolognina, aderisce al Partito Democratico della Sinistra, terminando il mandato parlamentare nel 1992. 